# 国鉄ホサ8100形貨車
国鉄ホサ8100形貨車（こくてつホサ8100がたかしゃ）は、かつて日本国有鉄道（国鉄）及び1987年（昭和62年）4月の国鉄分割民営化後は日本貨物鉄道（JR貨物）に在籍したホッパ車である。

## 概要
1974年（昭和49年）7月26日から同年10月2日にかけて、日本車輌製造にて石灰石専用の 38 t 積の私有貨車としてホキ8100形33両（ホキ8100 - ホキ8132）が誕生した。
所有者は三井鉱山の1社のみであり、船尾駅を常備駅として北九州地区にて運用された。製造より約8年後の1983年（昭和58年）3月に用途が消失したため本形式は、石炭を専用種別に変更された（専用種別変更）。車体の改造は行われなかったため、同容積では石炭の方が比重が軽いので 20 t 積みになった。このため形式も変更されホサ8100形に改められた。「ホサ」（積載重量20 t - 24 tのホッパ車）を名のる形式は本形式のみである。附番方法は、現番号そのままとして記号のみ「ホキ」から「ホサ」へ変更した。石炭を専用種別にするなら「セサ」になると思われるが、国鉄では石炭車の私有貨車による編入を認めなかったためホッパ車となった。
ホサ8100形として生まれ変わった本形式は、大牟田駅を常備駅としてセキ6000形、セキ8000形と一緒に北九州地区にて運用された。国鉄貨車と併用する意味は、私有貨車の場合運賃が割安になるという特典があるためである。
荷役方式は上入れ・下出し式であり、荷下しは自重落下式の側開き式である。台車はベッテンドルフ式のTR41E-13である。
全長は10,800 mm、全幅は2,820 mm、全高は2,437 mm、台車中心間距離は6,300 mm、実容積は25.0 m3、自重は15.5 tで、換算両数は積車3.5、空車1.6である。
1994年（平成6年）1月に全車（33両）が一斉に廃車になり形式消滅した。